# Gnophos ciscaucasica
Gnophos ciscaucasica är en fjärilsart som beskrevs av Riabov och Vardikian 1964. Gnophos ciscaucasica ingår i släktet Gnophos och familjen mätare. Inga underarter finns listade i Catalogue of Life.